# Balantiocheilos
Balantiocheilos, è un genere di pesci d'acqua dolce appartenenti alla famiglia Cyprinidae.

## Etimologia
Il nome scientifico del genere deriva dall'unione delle parole greche balantion (borsa) cheilos, indicante le labbra pronunciate delle specie.

## Distribuzione ed habitat
Queste specie sono diffuse nel Sud-est asiatico, nel bacino idrografico dei fiumi Chao Phraya, Mekong, nelle acque dolci di Sumatra, Borneo, Malaysia e Thailandia, dove è presente in acque medie e profonde di grandi bacini o bracci fluviali.

## Descrizione
Gli esemplari giovanili presentano un corpo snello ed allungato, piuttosto compresso ai fianchi, con profili dorsale e ventrale poco accentuati e peduncolo caudale allungato. La coda è biforcuta. Le scaglie argentee sono ben evidenti e lucenti. Le pinne sono grandi e triangolari, con angoli smussati. La testa è appuntita con occhi grandi. Gli esemplari adulti hanno un profilo più robusto e tozzo, con dorso e ventre più arrotondati. I maschi sono leggermente più colorati e le femmine presentano ventre più arrotondato.

## Riproduzione
Sono pesci ovipari: la fecondazione è esterna ed avviene durante la deposizione. Non vi sono cure parentali.

## Alimentazione
Onnivori: si nutrono di fitoplancton, insetti, invertebrati e crostacei.

## Stato di conservazione
Entrambe le specie sono a rischio di estinzione: Balantiocheilos ambusticauda è inserito nella IUCN Red List con la dicitura critico dal 2011, esistendo in natura una popolazione di soli 50 individui; Balantiocheilos melanopterus è anch'esso inserito nella IUCN Red List con la dicitura in pericolo: dal 1996 è infatti in pericolo di estinzione nei luoghi d'origine a causa dell'industrializzazione che ha compromesso il suo habitat naturale.

## Specie
Al genere appartengono 2 specie:
- Balantiocheilos ambusticauda Ng & Kottelat, 2007
- Balantiocheilos melanopterus (Bleeker, 1850)